# Planar deformation features
Éléments plans de déformation
Cet article court présente un sujet plus développé dans : Quartz choqué.
 (juillet 2024).
Si vous disposez d'ouvrages ou d'articles de référence ou si vous connaissez des sites web de qualité traitant du thème abordé ici, merci de compléter l'article en donnant les références utiles à sa vérifiabilité et en les liant à la section « Notes et références ».

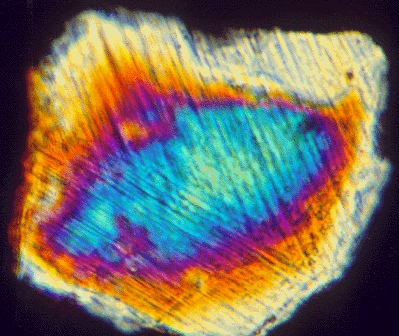
La présence de PDF dans un cristal de quartz l'identifient comme un quartz choqué.

Les planar deformation features (PDF), ou plus rarement en français éléments plans de déformation, sont des éléments reconnaissables au microscope optique dans les cristaux de minéraux silicatés (généralement du quartz ou du feldspath).

## Formation et constitution

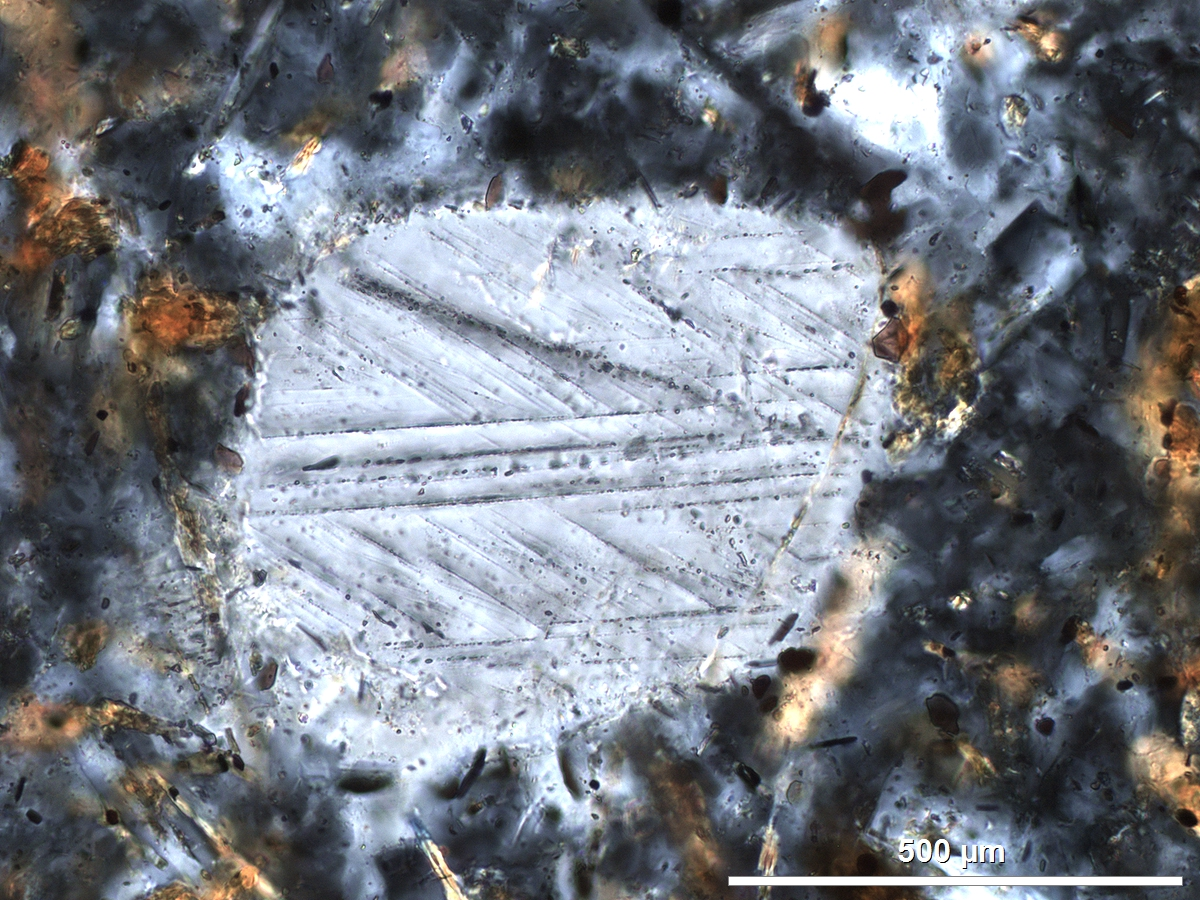
PDF décorés dans un cristal de quartz.

Ils sont constitués de plans très fins de matériaux vitreux disposés de façon parallèle et suivant des orientations distinctes par rapport à la structure cristalline. Ils sont généralement espacés de quelques micromètres.
Les PDF ne sont produits que par des ondes de choc provoquées par des évènements extrêmes tels que les impacts de météores. Ils ne peuvent pas être créés par les éruptions volcaniques qui ne sont pas assez puissantes. Leur présence est donc un critère primordial pour identifier un site comme étant un cratère d'impact.
Les PDF sont dits décorés lorsqu'ils sont accompagnés d'inclusions fluides.